# Karl Wilhelm Rosenmund
Karl Wilhelm Rosenmund (Berlim, 15 de dezembro de 1884 — Kiel, 8 de fevereiro de 1965) foi um químico alemão.
Rosenmund estudou química e obteve o doutorado na Universidade de Berlim, orientado por Otto Paul Hermann Diels. Descobriu a redução de Rosenmund, que converte Ar-Br em Ar-CN, com uma ligação tripla entre nitrogênio e carbono, em trabalho conjunto com seu orientado Erich Struck.